# Tanja Walter
Tanja Walter (* 1. Dezember 1995) ist eine ehemalige Schweizer Unihockeyspielerin. Sie stand während ihrer Karriere für die Nationalliga-A-Vertreter UHC Dietlikon und UHV Skorpion Emmental unter Vertrag.

## Karriere
Walter begann ihre Karriere beim UHC Dietlikon. 2013 debütierte sie in seiner ersten Mannschaft in der Nationalliga A, nachdem sie in der U21-Mannschaft den damaligen Trainer Sascha Rhyner beeindruckt hatte. Nach einer erfolgreichen Saison 2013/14 wurde sie auf die kommende Spielzeit fix in das Kader der ersten Mannschaft integriert.
Bereits in ihrer ersten Saison konnte sie mit Dietlikon den Schweizer Cupfinal gewinnen. Ende Saison, am 10. Juni 2015, gab der UHC Dietlikon die Vertragsverlängerung mit der Offensivakteurin bekannt.
In ihrer zweiten Saison gelang ihr dies mit Dietlikon mit einem 7:6-Sieg nach Penaltyschiessen über die Red Ants Rychenberg Winterthur erneut. In der Meisterschaft unterlag Dietlikon Piranha Chur. In ihrer dritten Saison in der ersten Mannschaft konnte sie am 25. Februar 2017 mit Dietlikon in der Wankdorfhalle zum dritten Mal in Folge den Schweizer Cup gewinnen. Dietlikon bezwang im Final Piranha Chur mit 5:0.
Am 30. Mai 2017 gab der UHC Dietlikon bekannt, dass Walter Dietlikon nach vier Jahren verlassen und in der folgenden Saison für den UHV Skorpion Emmental auflaufen werde. Mitte 2018 gab der UHV Skorpion Emmental bekannt, dass Walter weiterhin für die erste Mannschaft auflaufen werde. Im Frühjahr 2019 beendete Walter ihrer Karriere.

## Erfolge
- Schweizer Cup: 2015, 2016, 2017
- Schweizer Meister: 2017